# Aeroportul Barnaul
Aeroportul Barnaul (IATA: BAX, ICAO: UNBB) este un aeroport din Barnaul, Barnaul Urban District⁠(d), Ținutul Altai, Rusia ce deservește zona Barnaul. Aeroportul a fost tranzitat în 2021 de 514.693 de pasageri. A fost numit după Gherman Titov.
Situat la o altitudine de 255 m, aeroportul dispune de 1 pistă.

## Infrastructură

### Piste
Aeroportul dispune de o singură pistă. Pista are orientarea 06/24. 